# Paulus (graaf)
Paulus (of Paulus Comes) was een hoge Romeinse ambtenaar of militair in de 5e eeuw, met de rang van comes, vrij vertaald als graaf. Hij is een moeilijk te plaatsen historisch figuur, over wie slechts onduidelijke informatie bewaard is gebleven. Naast een comes Paulus die in Gallië opereerde is er ook sprake van een comes Paulus in Italië, de broer van Orestes. Mogelijk is hier sprake van een en dezelfde persoon.

## Geschiedenis
Het leven van Paulus kan slechts gereconstrueerd worden op basis van vage bronnen en interpretatie. Hij droeg de titel comes (letterlijk "metgezel"), wat verwijst naar een hoge militaire of civiele functie in de laat-Romeinse tijd. Comes Paulus leefde tijdens een turbulente periode van de geschiedenis waarin het West-Romeinse rijk werd geteisterd door opstanden van het leger en van barbaarse groepen zoals de Goten, Vandalen, Sueven, Bourgondiërs en Franken. Het Romeinse gezag werd geleidelijk uitgehold, met name in Africa, Spanje, Britannia en Gallië. Verschillende groepen en lokale machthebbers probeerden het gezag van Rome te handhaven of gingen eigen wegen. 
Rond 470 was Paulus actief in Gallië, als de informatie van Gregorius van Tours over hem klopt. Het is  onduidelijk aan wiens zijde hij optrad, dat kan enerzijds het onafhankelijke Gallië zijn geweest van Aegidius, maar hij kan evengoed in opdracht van de keizer in Ravenna hebben gehandeld. Van keizer Anthemius (467-472) is bekend dat deze pogingen ondernam om het keizerlijk gezag in Gallië te herstellen. De keizer probeerde een aliantie te vormen tegen Eurik, waar ook Riothamus bij betrokken was. Deze gebeurtisen zouden Paulus in conflict hebben gebracht met Chilperik de generaal die Aegidius opvolgde als bevelhebber van diens leger in.
De Paulus die genoemd is als de broer van Orester krijgt in 476 te maken met de opstand van het leger door Odoaker. Hij bleef in eerst instantie buiten schot in Ravenna, maar werd bij een poging tot ontsnapping per schip gevangen genomen en daarna geëxecuteerd.